# South Island Main Trunk Railway

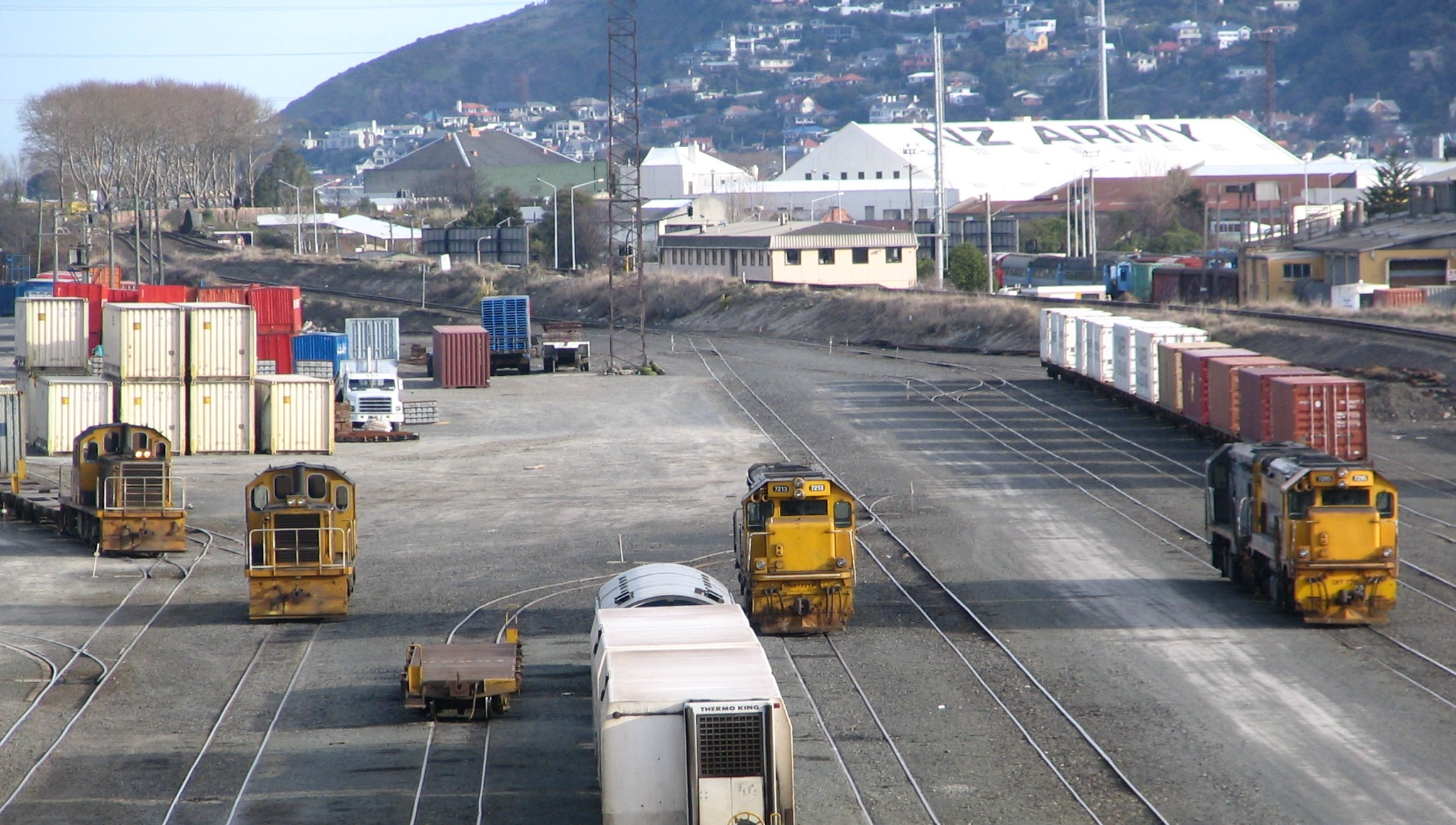
Rangierbahnhof in Dunedin auf der Bahnstrecke Lyttelton–Invercargill. Auf dem Bild sieht man Lokomotiven der neuseeländischen Baureihen DC, DF und DSG

South Island Main Trunk Railway bezeichnet die wichtigste Eisenbahnverbindung auf der 
Südinsel Neuseelands. Die Verbindung ist 949 km lang, eingleisig, nicht elektrifiziert und in der in Neuseeland verwendeten Spurweite von 1067 mm angelegt.

## Verkehrsgeografische Lage
Die Verbindung setzt sich aus zwei Bahnstrecken zusammen:
- der Bahnstrecke Christchurch–Picton und
- der Bahnstrecke Lyttelton–Invercargill

Die Verbindung beginnt im Norden am Fährhafen von Picton und führt an der Ostküste entlang nach Christchurch. Hier wechselt sie auf die Bahnstrecke Lyttelton–Invercargill über und führt über Dunedin nach Invercargill im Süden der Insel.

## Die Strecken

### Bahnstrecke Lyttelton–Invercargill
Die Bahnstrecke Lyttelton–Invercargill wird als Main South Line bezeichnet.

### Bahnstrecke Christchurch–Picton
Die Bahnstrecke Christchurch–Picton wird als Main North Line bezeichnet.

## Verkehr

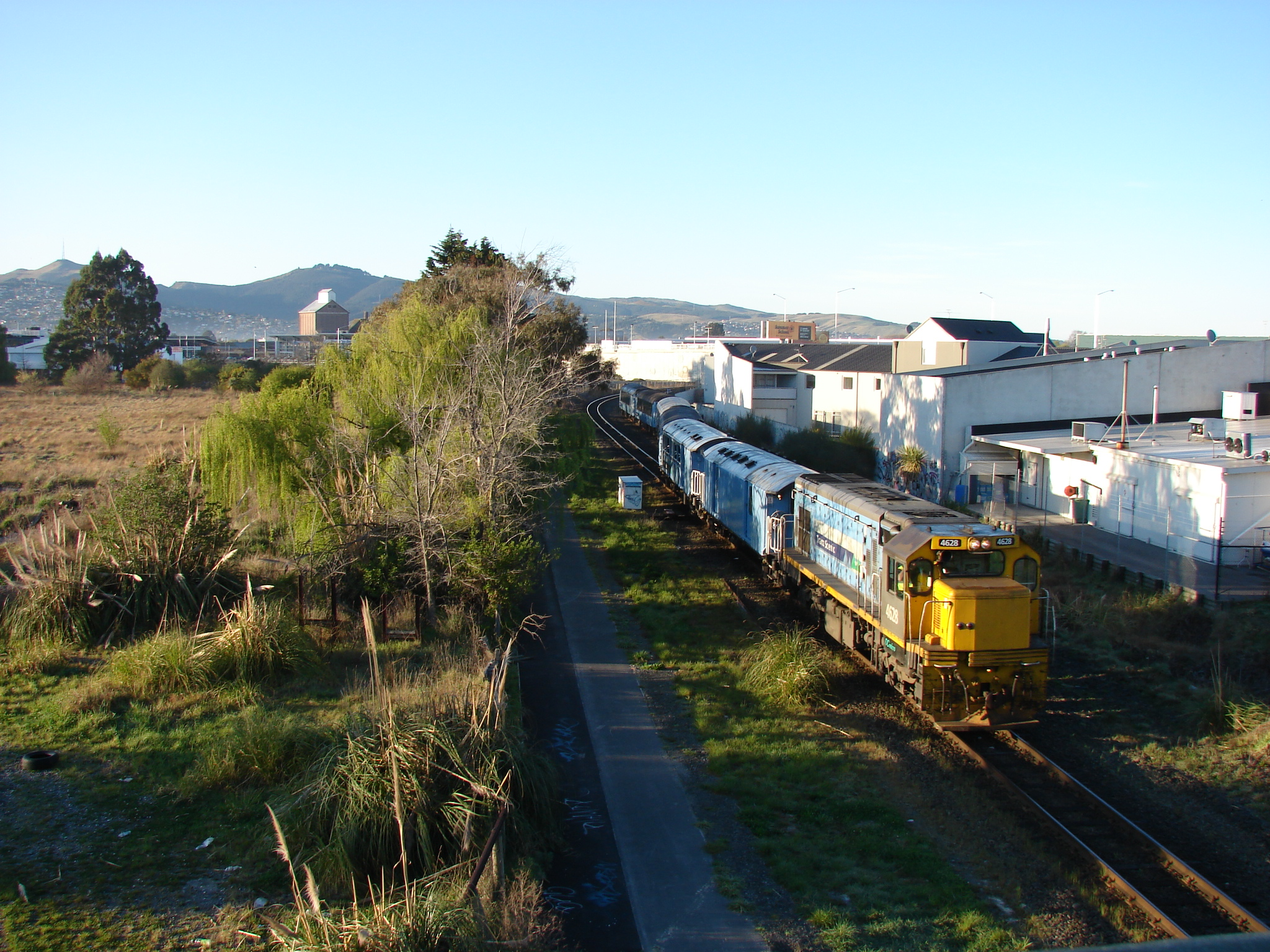
Der TranzCoastal verlässt Christchurch in Richtung Picton

Zu den Zeiten des Dampfbetriebs gab es durchgehende Züge zwischen Picton und Christchurch sowie Christchurch und Invercargill, zum Einsatz kamen Dampflokomotiven der Baureihen J und Ja. Auf dem Abschnitt bei Rakaia war die Strecke sehr gerade trassiert, dort erreichten die Züge die höchsten Geschwindigkeiten im neuseeländischen Bahnnetz. 1971 wurde der Dampfbetrieb eingestellt, 1970 wurde die Zugverbindung Southerner eingeführt (gezogen von einer Diesellokomotive der Baureihe DJ). Diese Zugverbindung war sehr beliebt, wurde aber im Februar 2002 eingestellt. Ab Ende der 1950er bis in die 1970er Jahre verkehrten auf der Main North Line Dieseltriebwagen von Fiat. Seit 1988 gibt es einen speziell für Touristen konzipierten Zug zwischen Picton und Christchurch. Dieser trug zunächst den Namen Coastal Pacific und wurde später in TranzCoastal umbenannt. Seit August 2011 verkehrt er wieder unter dem Namen Coastal Pacific. In den größeren Ballungszentren entlang der Strecke gab es lange städtischen Nahverkehr. Weiter gab es Regionalverkehrsangebote zur Erschließung der Zweigstrecken. Allerdings wurden die meisten Zweigstrecken ab 1980 stillgelegt, ebenso wie der Vorortverkehr um Christchurch und Dunedin.
Heute sind die einzigen Personenzüge auf diesen Strecken der Coastal Pacific sowie der TranzAlpine auf dem Abschnitt zwischen Christchurch und Rolleston.
Güterverkehr gab es lange Zeit auf der Strecke zur Anbindung ländlicher Gegenden an die Ballungszentren und Häfen, seit der Stilllegung zahlreicher Zweiglinien besteht der Güterverkehr hauptsächlich aus durchgehenden Zügen mit längerem Fahrweg. In Picton besteht Anschluss an das Trajekt Interislander nach Wellington. Mit der Fähre sind heute Fahrzeiten für Güterzüge zwischen Auckland und Christchurch von 30 Stunden möglich.